# Platysceptra typhodes
Platysceptra typhodes är en fjärilsart som beskrevs av Edward Meyrick 1917. Platysceptra typhodes ingår i släktet Platysceptra och familjen äkta malar.
Artens utbredningsområde är Elfenbenskusten. Inga underarter finns listade i Catalogue of Life.